# Bacardi
Bacardi Limited (/bəˈkɑːrdi/; tiếng Tây Ban Nha: [bakaɾˈði]) là một trong những công ty rượu tư nhân thuộc sở hữu của Mỹ lớn nhất thế giới. Ban đầu, nó được biết đến với rượu rum trắng cùng tên, giờ đây nó đã có danh mục với hơn 200 thương hiệu và nhãn hiệu. Nó được thành lập vào năm 1862 và thuộc sở hữu của gia đình trong hơn 7 thế hệ. Bacardi Limited đã sử dụng hơn 7000 nhân viên với doanh số bán hàng tại hơn 170 quốc gia. Bacardi Limited là nhóm các công ty Bacardi, bao gồm Bacardi International Limited.
Bacardi Limited có trụ sở chính tại Hamilton, Bermuda và có một ban giám đốc do cháu chắt của người sáng lập ban đầu, Facundo L. Bacardí, người là Chủ tịch Hội đồng lãnh đạo.

## Các hình ảnh

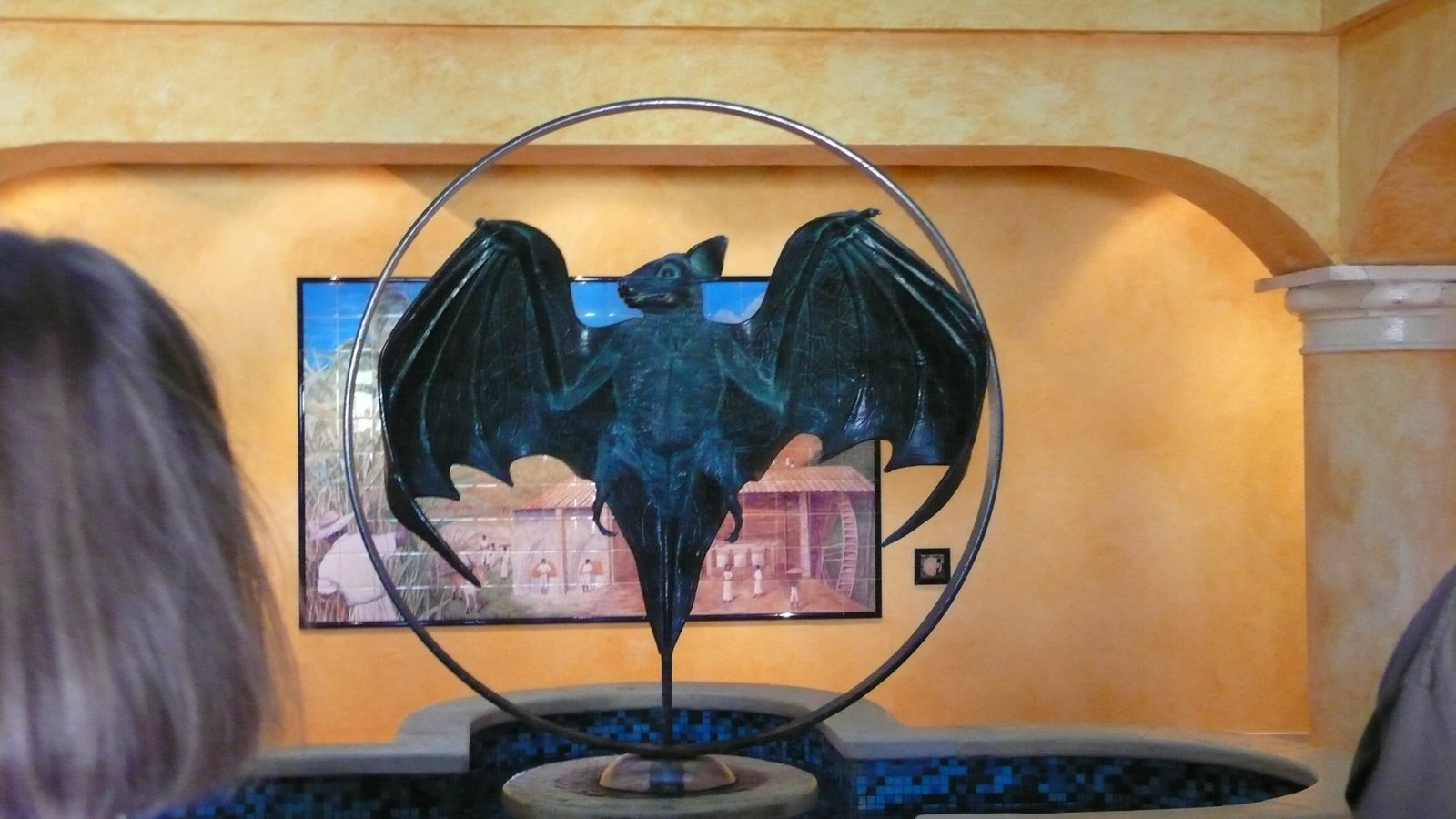
Con dơi Bacardi trong Toà nhà Bacardi ở Catano, Puerto Rico

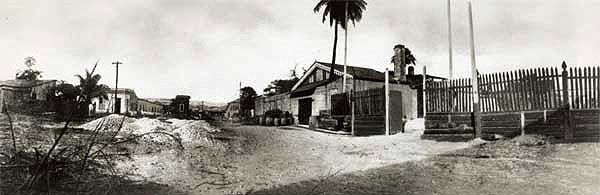
Nhà máy đầu tiên của Bacardi ở Santiago de Cuba